# Geopark Westerwald-Lahn-Taunus

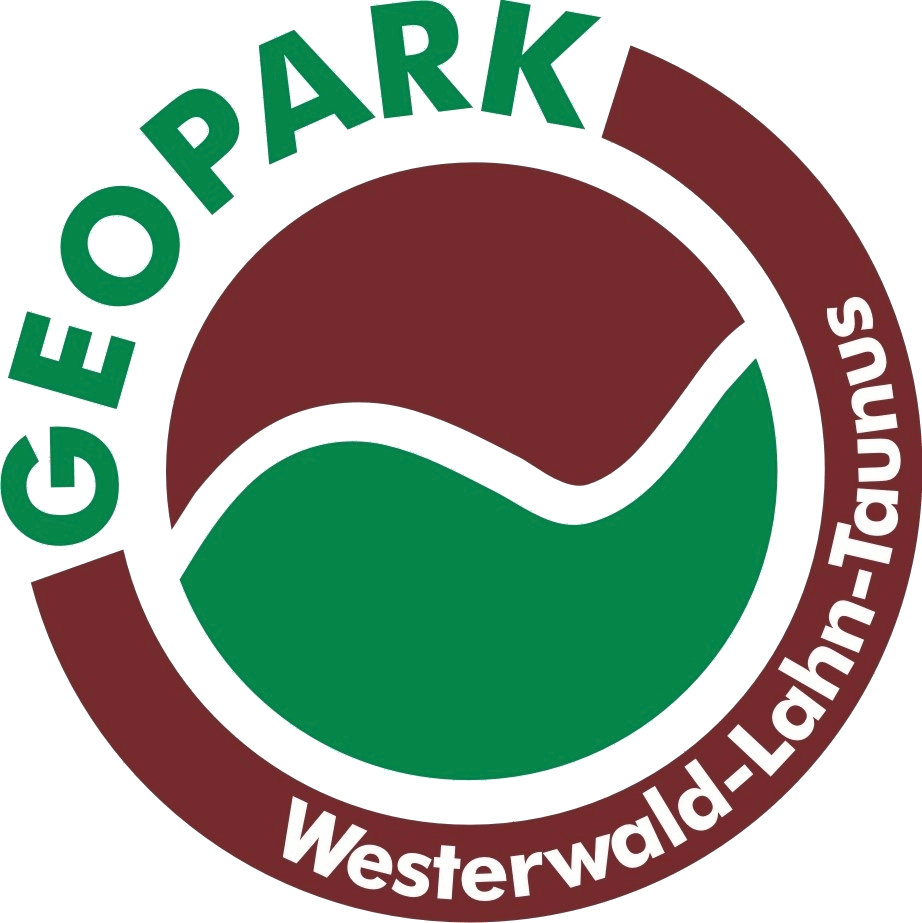
Geopark Westerwald-Lahn-Taunus Logo

Der Nationale GeoPark Westerwald-Lahn-Taunus ist eine Gemeinschaftsinitiative der Landkreise Altenkirchen, Lahn-Dill, Limburg-Weilburg, Westerwald und Marburg-Biedenkopf. Das 3.846 km² umfassende Gebiet erstreckt sich in den Bundesländern Hessen sowie Rheinland-Pfalz und liegt vollständig in der naturräumlichen Einheit der deutschen Mittelgebirgsschwelle.
Der Geopark ist in erster Linie ein „Geopark der Rohstoffe“. Von der frühgeschichtlichen Zeit bis in die Gegenwart spielen Abbau und Verarbeitung von Rohstoffen eine bedeutende Rolle für die Menschen der Region. Die Arbeit mit Marmor, Stein und Eisen sowie Ton ist die Grundlage für die wirtschaftliche und kulturelle Entwicklung und der rote Faden, der den gesamten Geopark durchzieht.
Der Geopark Westerwald-Lahn-Taunus ist seit dem 8. November 2012 als „Nationaler GeoPark in Deutschland“ zertifiziert.

## Geographie
Mit Teilen von Westerwald und Taunus wird der Geopark aus zwei Mittelgebirgslandschaften des Rheinischen Schiefergebirges mit im deutschen Vergleich mittleren Höhenlagen bis zu 656 m über NN (Fuchskaute im Hohen Westerwald) gebildet, wobei die höchste Erhebung eine unbenannte Stelle des Rothaargebirgshauptkammes auf dem Gebiet der Gemeinde Dietzhölztal mit 673 m ist. Die die beiden Mittelgebirge trennende Lahn und die (unweit der Lahnquelle entspringende) Sieg sowie einige Nebenflüsse wie Dill und Weil (beide zur Lahn) bilden Flusslandschaften mit teilweise tief in das Relief eingeschnittenen Tälern, die gleichzeitig die Hauptsiedlungsachsen mit Städten wie Wetzlar, Betzdorf, Dillenburg und Weilburg darstellen. Abseits der großen Täler gibt es einige weitere Siedlungsschwerpunkte wie z. B. Montabaur, Westerburg, Rennerod und Hachenburg. Insgesamt leben im Geopark 820.480 Einwohner (2011).

## Naturräumliche Gliederung
Der GEOPARK Westerwald-Lahn-Taunus liegt vollständig in der naturräumlichen Einheit der deutschen Mittelgebirgsschwelle und umfasst im Rheinischen Schiefergebirge den größten Teil der Landschaft Westerwald, das Gladenbacher Bergland, das Lahntal mit dem Limburger Becken und Teile des Hintertaunus und des Rothaargebirges. Im äußersten Osten ist ein kleiner Teil der naturräumlichen Einheit des Westhessischen Berglandes um Wetzlar herum involviert.
Wesentliche Untereinheiten im Westerwald sind die Landschaften Kroppacher Schweiz, Hoher Westerwald und die Wirtschaftslandschaft Kannenbäckerland. Ebenfalls zum Geopark gehört das nördlich des Flusses Sieg liegende Wildenburgische Land. Das Gladenbacher Bergland nebst Schelderwald und Hörre sowie die Struth und Teile des Rothaargebirges (vom Südosthang der Kalteiche bis zur Sackpfeife) liegen im Naturpark Lahn-Dill-Bergland. Im Taunus zählt unter anderem der Goldene Grund zum Geopark.

## Geologie

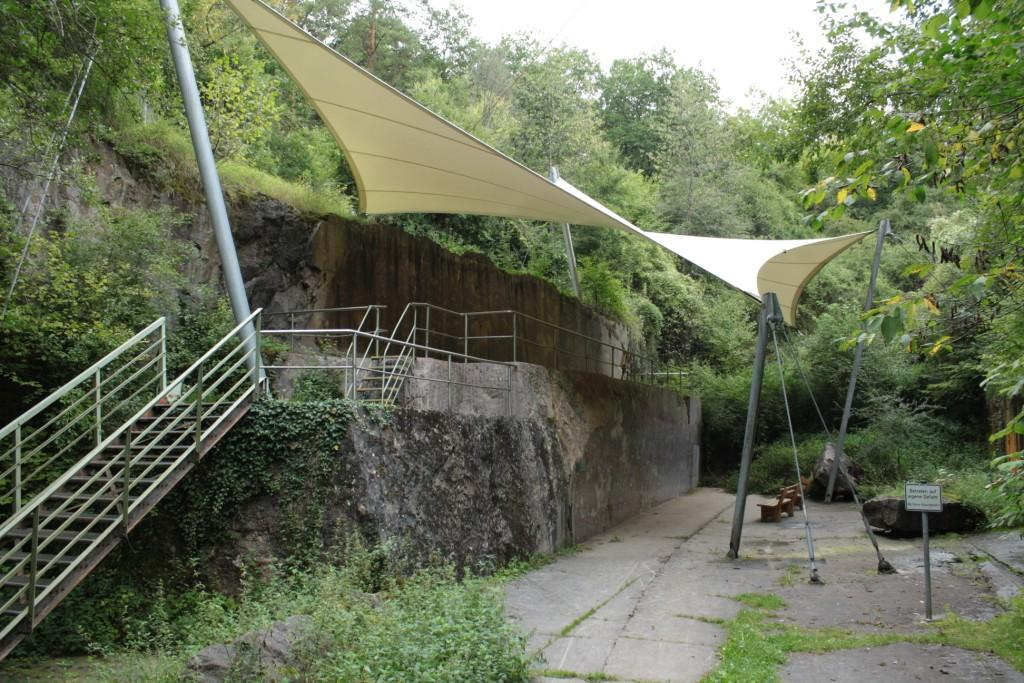
Nationales Geotop: UNICA Marmor-Bruch Villmar

Das 3.800 Quadratkilometer große Gebiet des Geoparks Westerwald-Lahn-Taunus gehört zum rechtsrheinischen Teil des Rheinischen Schiefergebirges. Den Geopark selbst prägen zwei großräumige geologische Strukturen: die Lahn-Dill-Mulde sowie der Westerwald. Die beiden geologischen Baueinheiten weisen ihre ganz eigene geologische Entwicklungslinie auf und unterscheiden sich in ihrem Landschaftsbild stark voneinander.
Das Rheinische Schiefergebirge besteht aus Sedimentgesteinen des Erdaltertums (Paläozoikum). Insbesondere während des Devons und Unterkarbons lagerten sich im Schelfbereich eines sich damals in der Region befindlichen Ozeans Sedimente ab und bildeten eine mächtige Ablagerungsschicht. Noch heute zeugen zahlreiche Fossilienfundstätten im Geopark von der mannigfaltigen Flora und Fauna des damaligen Devon-Meeres.
Die Sedimente sind durchsetzt von magmatischen Gesteinen, deren Entstehung an intensive vulkanische Aktivitäten während des Devons gebunden war. Diese Gesteine vulkanischen Ursprungs aus dem Erdaltertum findet man insbesondere in der Lahn-Dill-Mulde. Im Gegensatz zu den jüngeren Vulkaniten des Westerwaldes wurde die paläozoischen vulkanischen Gesteine im Laufe der variszischen Gebirgsbildung metamorph überprägt. Zu diesen Gesteinen, die durch ihre Grünfärbung auffallen, gehören Keratophyre, Diabase und Diabastuffe.
Während der Phase des devonischen Vulkanismus entstanden die Roteisensteinlager, deren Abbau über viele Jahrhunderte die wirtschaftliche Entwicklung der Region geprägt hat. Die Erze bildeten sich durch chemische Prozesse in den Vulkaniten, in deren Rahmen Eisen, Calcium und Silizium freigesetzt wurde. Als Erzschlamm lagerten sie sich auf dem Meeresboden in Nestern ab und bildeten die Eisenerzlagerstätten.
Während der Variszischen Gebirgsbildung, die durch die Kollision der Großkontinente Gondwana und Laurussia hervorgerufen wurde und die im Gebiet des Geoparks im Karbon einsetzte, durchliefen die auf dem Meeresboden abgelagerten Sedimente eine Metamorphose. Sie wurden aufgefaltet und verschiefert und es bildeten sich Schiefer und Quarzite. Das Gebiet des Geoparks wurde im Rahmen der Gebirgsbildung gehoben und seit dieser Zeit nicht mehr vom Meer überflutet.
Während des Tertiärs herrschten im Gebiet des Geoparks tropische bis subtropische Klimaverhältnisse. Die Region wies eine reiche Tier- und Pflanzenwelt auf, wie fossile Funde belegen. Berühmt wurde die Stöffelmaus, ein mausähnlicher Kleinsäuger mit Flughäuten, der vor 25 Millionen Jahren lebte.
Das warme und feuchte Klima führte zu intensiven chemischen Verwitterungsprozessen in den Kalkablagerungen der devonischen Riffkalke. Es bildeten sich zahlreiche Karstphänomene wie die Höhlen in Breitscheid und Kubach oder die Kegelkarste im Steinbruch Schneelsberg.

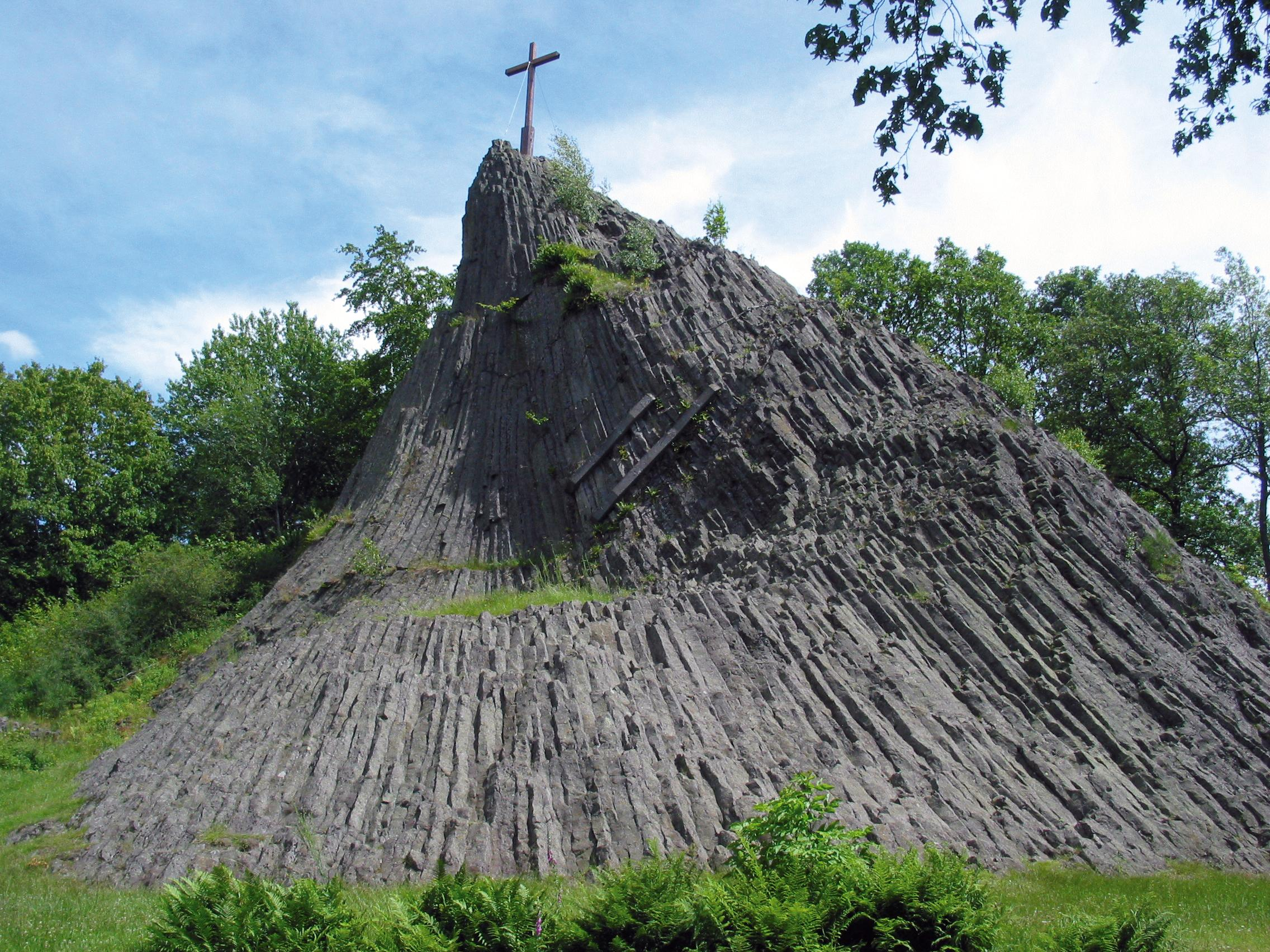
Nationales Geotop: die Basaltsäulen des „Druidenstein“ bei Herkersdorf (Sieg)

Infolge tektonischer Schollenbewegungen, die im Jungtertiär einsetzten, bildeten sich Störungszonen, in denen magmatische Schmelzen aus dem Erdinneren an die Oberfläche aufsteigen konnten. Intensive vulkanische Aktivitäten waren die Folge. Die so entstandenen magmatischen Gesteine bilden heute die geologische und landschaftsprägende Struktur des Westerwaldes. Da diese Gesteine – meist Basalte oder basaltähnliche Vulkanite – in der Regel härter als ihr Umgebungsgestein sind, wurden sie im Laufe der Jahrmillionen aus dem Untergrund herausmodelliert und bilden heute beeindruckende geologische Formen.
Das heutige Landschaftsbild entstand nach geologische Zeitmaßstäben erst in jüngster Zeit. Während des Quartärs wechselten sich Kalt- und Warmzeiten ab. Auch wenn das Gebiet des Geoparks keine Vergletscherung erfuhr, so führten die starken klimatischen Schwankungen doch zu intensiven Verwitterungs- und Abtragungsprozessen. Insbesondere die Flusssysteme setzten umfangreiche Abtragungskräfte frei, die bis heute andauern. Schwächt sich die Transportkraft des Flusses ab, wird das lose Gesteinsmaterial an anderer Stelle abgelagert. Die Auswirkungen der Warm- und Kaltzeiten auf die fluviatile Erosion von Lahn und Dill und ihren Nebengewässern führten zur Bildung einer Folge von Flussterrassen im Geopark, die auch heute noch sichtbar sind. Die Talauen entstanden erst nach der letzten Eiszeit.

## Stationen
In den so genannten Geoinformationszentren werden geschichtliche und geologische Informationen präsentiert sowie paläontologische und archäologische Funde aus der Region zugänglich gemacht. Insgesamt existieren zehn Geoinformationszentren im Geopark Westerwald-Lahn-Taunus.
Insgesamt 16 Routen führen durch das Gebiet. Eine der bekanntesten Routen ist der Druidensteig. Drei Routen, Ulmtalradweg, Montanroute und die Bahnroute sind als Radtouren ausgelegt; letztere mit über 93 Kilometern als Rundkurs.
Zudem existieren eine Reihe von Geopunkten, die weitere interessante Stationen markieren. Dazu gehören:
- Der Alvenslebenstollen,
- der Basaltpark in Bad Marienberg,
- das Bergbaudorf Nanzenbach,
- das Bergbau- und Stadtmuseum Weilburg,
- die Burgruine Freienfels in Weinbach,
- die Burg Runkel,
- die Dachschiefergrube Assberg in Limbach (Westerwald),
- der Devon-Platz Epgert,
- das Ewige Eis,
- das Freilichtmuseum Hauberg in Haiger-Offdilln,
- der Förderturm der Grube Georg in der Verbandsgemeinde Flammersfeld,
- das Glasmuseum Hadamar,
- die Glockenwelt Burg Greifenstein,
- die Grube Ypsilanta,
- die Hausertorstollen Wetzlar,
- das Heimatmuseum der Stadt Aßlar im Schloss zu Werdorf,
- die Heimatstuben Bad Marienberg,
- das Hüttenwäldchen Stollen Dermbach,
- die Katholische Kirche St. Peter und Paul Bad Camberg,
- das Kloster Altenberg in Solms-Oberbiel,
- die Mittelalterliche Schmiede Wissenbach,
- das Römische Forum Lahnau-Waldgirmes,
- der Schieferstollen Josefsglück in Brachbach,
- das Schloss Braunfels,
- das Selterswassermuseum (siehe auch: Selterswasser) in Niederselters,
- das Stein-Starkes Erlebnis Solms,
- das Töpfer- und Häfnermuseum in Breitscheid,
- die Villa Grün in Dillenburg.
- die Wilhelmsteine